# Fibrilație atrială
Fibrilația atrială (FA sau Fib-A) reprezintă ritmul anormal al inimii caracterizat prin bătăi rapide și neregulate.
Fibrilația atrială este o formă de tahiaritmie care apare ca o consecință a unei activități electrice cardiace dezorganizate. 
În mod normal, stimulul electric al inimii pleacă de la nivelul nodului sinusal. Acesta se află în atriul drept.  În fibrilația atrială, acest stimul poate porni din oricare atriu. Cel mai frecvent, focarele ectopice se află în atriul stâng, în apropierea deschiderii venelor pulmonare. Astfel atriile se contractă cu o viteză foarte mare, iar ventriculii vor funcționa ineficient. 
Există patru tipuri ale acestei boli: 
Fibrilația atrială paroxistică, care se caracterizează prin debut și sfârșit brusc. De obicei, dispare în mai puțin de 24 de ore și poate sau nu să prezinte simptomatologie.
Fibrilația atrială persistentă: simptomatologia persistă mai mult de o săptămână.
Fibrilația atrială persistentă de lungă durată: simptomatologia persistă mai mult de un an.
Fibrilația atrială permanentă: inima nu mai revine la ritmul său normal, chiar și în urma tratamentului.

## Simptome
Adesea, începe prin scurte perioade de bătăi anormale ce devin mai lungi și posibil constante de-a lungul timpului. Majoritatea episoadelor nu au simptome. Ocazional, ar putea exista palpitații ale inimii, leșinuri, dificultăți respiratorii sau dureri în piept. Boala crește riscul de insuficiență cardiacă, demență și atac cerebral.

## Cauze și diagnostic
Hipertensiunea și bolile valvelor inimii reprezintă cei mai comuni factori de risc alterabili pentru FA. Alți factori de risc referitori la inimă sunt insuficiența cardiacă, boala arterelor coronariene, cardiomiopatia și bolile cardiace congenitale. În țările în curs de dezvoltare, boala valvelor inimii apare adesea ca rezultat al febrei reumatice. Factorii de risc referitori la plămâni includ BPCO, obezitatea și apneea de somn. Alți factori de risc includ consumul de alcool în exces, diabetul zaharat și tireotoxicoza. Însă, jumătate dintre cazuri nu sunt asociate cu acest risc. Diagnosticarea se face prin măsurarea pulsului ce poate fi confirmat prin utilizarea unei electrocardiograme (EKG). EKG-ul va arăta absența unei unde P și o rată ventriculară neregulată.

## Tratament
FA este adesea tratată cu medicamente pentru încetinirea bătăilor inimii aproape de un ritm normal (cunoscut ca și controlul frecvenței) sau pentru a converti ritmul la un ritm sinusal normal (cunoscut ca și control al ritmului). Cardioversia electrică poate fi utilizată și pentru a putea converti FA la un ritm sinusal normal și este utilizată adesea de urgență, dacă persoana este instabilă. Ablația poate preveni reapariția bolii la anumite persoane. În funcție de riscul de accident vascular, pot fi recomandate aspirina sau medicamentele anti-coagulante precum warfarina. În timp ce aceste medicamente reduc riscul, pot crește cazurile de sângerări majore.

## Epidemiologie și istoric
Fibrilația atrială este cel mai comun ritm anormal al inimii. În Europa și America de Nord, începând cu anul 2014, a afectat între 2% și 3% din populație. Aceasta este o creștere de la 0,4 la 1% din populație în anul 2015. În țările în curs de dezvoltare, aproximativ 0,6% dintre bărbați și 0,4% dintre femei sunt afectate. Procentajul persoanelor cu FA crește odată cu vârsta, procentajul persoanelor afectate fiind de la 0,14% la persoanele sub 50 de ani, 4% între 60 și 70 de ani și 14% la cei peste 80 de ani. Fib-A și flutter-ul atrial au dus la 112.000 de decese în 2013, în creștere de la 29.000 în 1990. Primul raport cunoscut despre pulsul neregulat a fost al lui John Baptist Senac în 1749. Acesta a fost prima dată documentat prin EKG în 1909 de către Thomas Lewis.